# A munka ünnepe

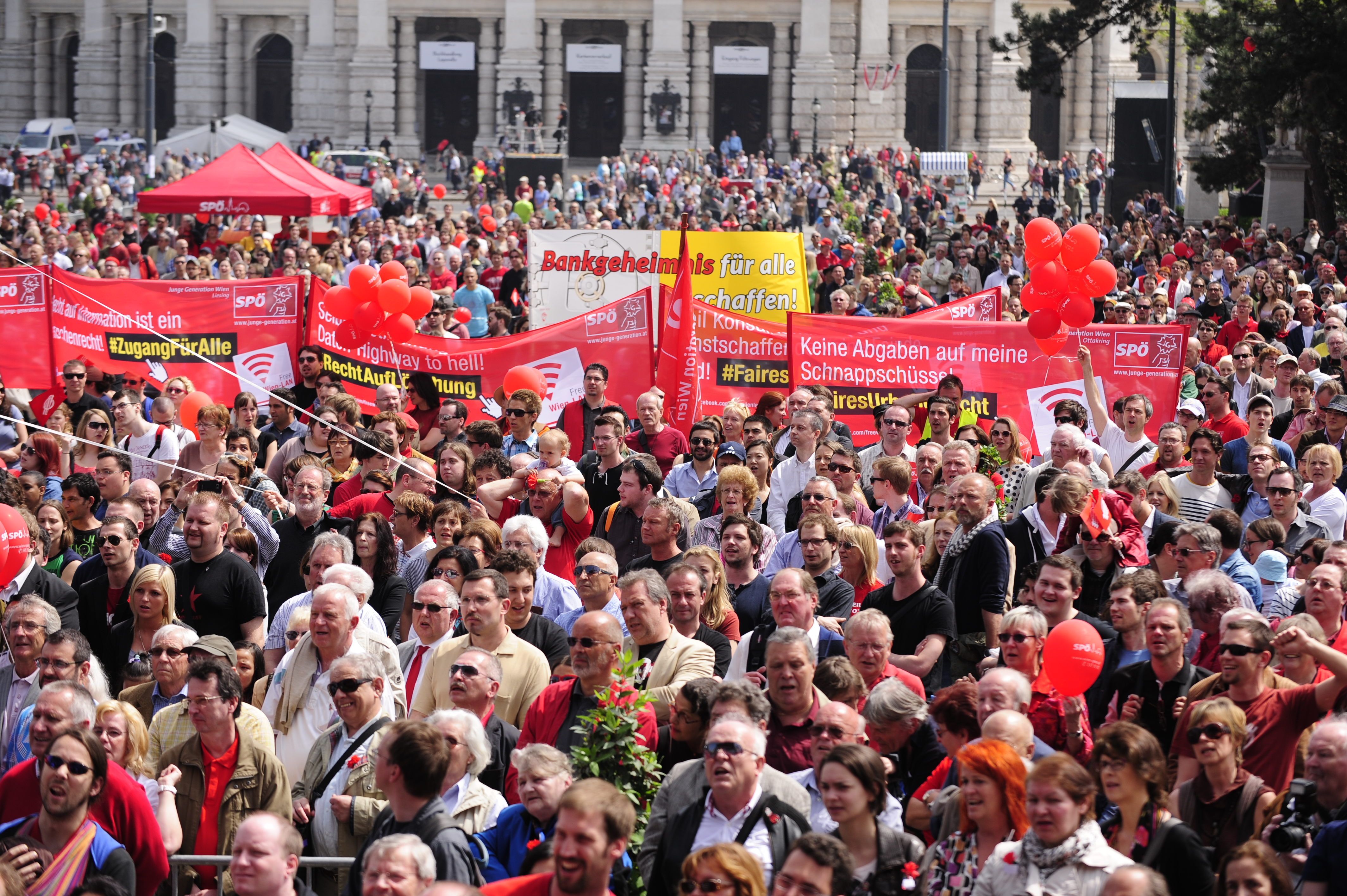
2013. május 1-jei ünnepi felvonulás
Ausztria fővárosában, Bécsben

A munka ünnepe, (korábban a munkások ünnepe) a nemzetközi munkásmozgalmak által kiharcolt ünnepnap, a legtöbb országban hivatalos állami szabadnap, amely a munkások által elért gazdasági és szociális vívmányokról hivatott megemlékezni. A legtöbb országban május elsején, az Amerikai Egyesült Államokban és Kanadában viszont szeptember első hétfőjén ünneplik.
Május 1-je hasonló tartalommal 1955 óta XII. Piusz pápa rendelete nyomán katolikus egyházi ünnep is, Munkás Szent József, a munkások védőszentje (Jézus nevelőapja) tiszteletére.
A május elsejére eső ősi európai pogány ünnepek (mint például a beltane), vagy a hagyományok (mint például a májusfa állítása), más eredetűek és tartalmúak.

## Eredete
Előzményei egészen a brit ipari forradalomig nyúlnak vissza, amikor is egy gyártulajdonos, Robert Owen 1817-ben megfogalmazta és közzétette a munkások követelését, benne többek között az addig 10-16 órás munkaidő nyolc órára csökkentését, a hangzatos „nyolc óra munka, nyolc óra rekreáció, nyolc óra pihenés” (Eight hours labour, Eight hours recreation, Eight hours rest) szlogennel.
A követelés érvényre juttatása végett több kisebb tüntetést, illetve sztrájkot is tartottak, azonban a mozgalom hamar kifulladt, mert törvényi szabályozás híján ezeket az alkalmazottakat hamar elbocsátották és más gyárak sem voltak hajlandóak felvenni őket. Habár 1847-ben a nők és gyerekek munkaidejét 10 órában maximálták Nagy-Britanniában és gyarmatain, egészen 1856. április 21-éig a kérdésben nem történt előrelépés. Ezen a napon léptek sztrájkba az ausztráliai Melbourne városában a kőművesek és építőmunkások, hogy a Melbourne-i Egyetemtől az ausztrál Parlamentig menetelve követeljék a 8 órás munkaidő bevezetését a kontinensen. Akciójuk sikerrel zárult, még csak a fizetésük sem lett kevesebb a rövidebb munkaidő ellenére, így egyben a világon első alkalommal sikerült egy szervezett munkáscsoportnak (későbbi nevén szakszervezetnek) bármiféle sikert is elérni retorziók nélkül. Ez a siker is nagyban inspirálta a munka ünnepének ötletét, illetve a majálisok megszületését.

## A dátum kiválasztása
1886. május 1-jén a chicagói munkás szakszervezetek sztrájkot szerveztek a nyolc órás munkaidő bevezetéséért. A többnapos tüntetés-sorozaton és a  sztrájkokban 350 ezer munkás vett részt. Az esemény negyedik napján, azaz május 4-én a helyi anarchista vezetők a Haymarket Square-re tiltakozó nagygyűlést hívtak össze, ekkor azonban a tüntető munkások közé vegyült anarchisták egy bombát dobtak a kivezényelt rendőrök közé, akik viszonzásul azonnal tüzet nyitottak. Több tucat sebesült maradt a helyszínen, akik félve a letartóztatástól nem mentek kórházba.
A történelemben haymarketi zavargás (Haymarket riot, Haymarket Massacre in Chicago) néven bevonult esemény során összesen 11 ember (7 rendőr és 4 tüntető) vesztette életét, a későbbi perek során pedig nyolc szocialista-anarchistát állítottak bíróság elé Mathias J. Degan rendőr meggyilkolásának vádjával. Louis Lingg, August Spies, Albert Parsons, Adolph Fischer és George Engel halálos ítéletet kapott, míg másik két társuk, azaz Michael Schwab és Samuel Fielden életfogytiglani-, illetve Oscar Neeble 15 éves börtönbüntetést kapott. Utóbbi három kormányzói kegyelem útján 1893-ban kiszabadult.

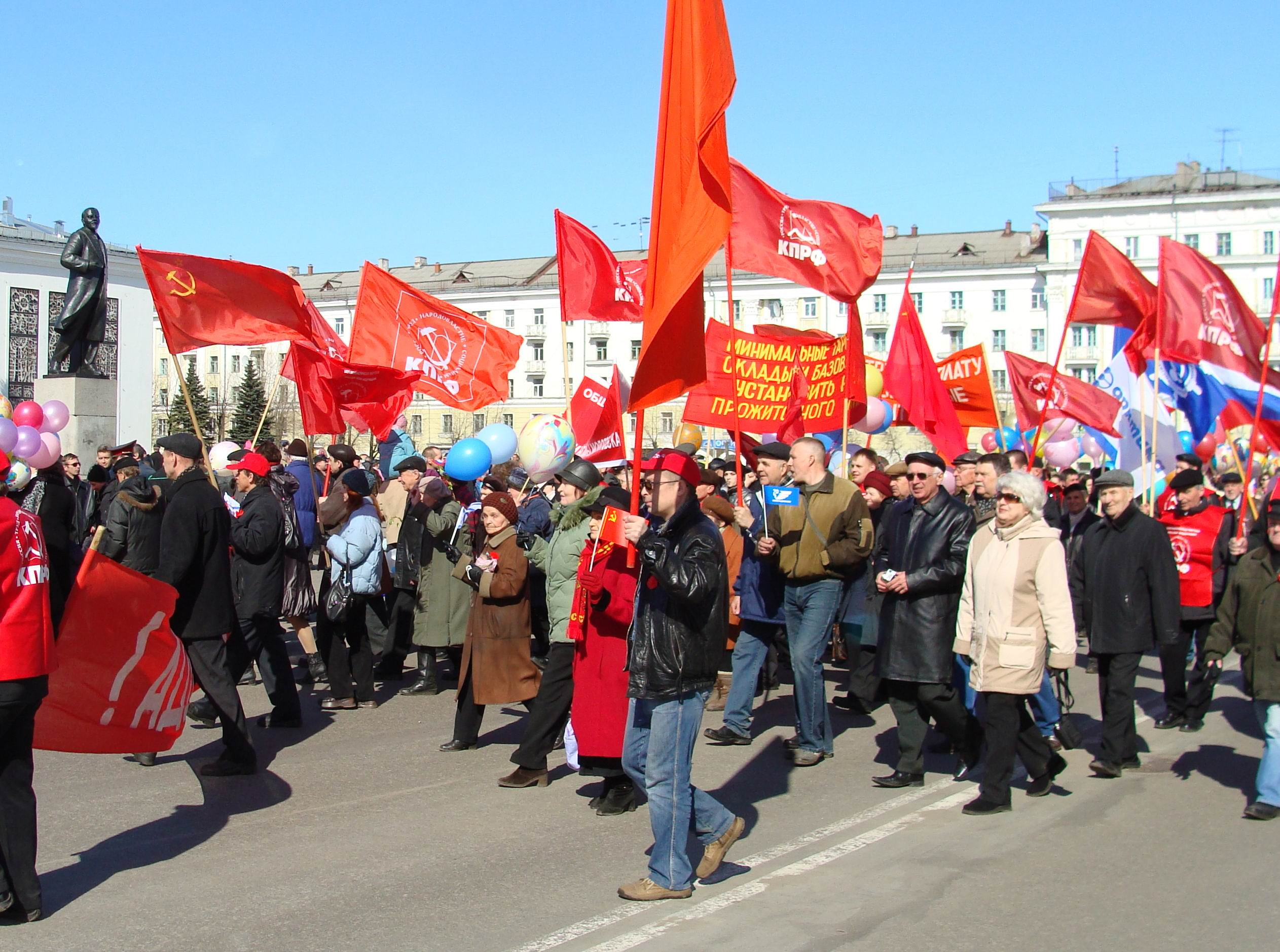
2009. május 1-jei felvonulás Szeverodvinszkban

1889. július 14-én Párizsban megalakult a II. Internacionálé (1889–1916 között működött, a munkásság szervezeteinek nemzetközi egyesülése volt), melyen úgy határoztak, hogy a három évvel korábbi chicagói tüntetés kezdetének negyedik évfordulóján, 1890. május 1-jén a szakszervezetek és egyéb munkásszerveződések együtt vonuljanak fel országszerte a nyolc órás munkaidő bevezetéséért, ahol az még nem történt meg, illetve a nemzetközi szolidaritás kifejezéséért.
A tüntetések az Egyesült Államokban olyan jól sikerültek, hogy a II. kongresszuson, 1891-ben május elsejét hivatalosan is a „munkásosztály nemzetközi összefogásának harcos ünnepévé” nyilvánították. (Szintén ez az internacionálé deklarálta 1910-ben a VIII. kongresszusán a nők választójogának elérése céljából, szolidaritásból március 8-át nemzetközi nőnappá).
1904-ben az amszterdami kongresszuson ismét egy felhívást adtak ki, miszerint „Minden ország összes szociáldemokrata pártja, és hasonló kötődésű bármilyen szervezete nagy erőkkel demonstráljon május elsején a nyolc órás munkaidő bevezetéséért, a proletariátus osztályszükségleteiért és az egyetemes békéért” Mivel a legkézenfekvőbbnek erre a sztrájk ígérkezett, elfogadtak és kihirdettek egy felszólítást is, melyben kijelentették, hogy „a Föld összes országában kötelező minden munkás-proletár szervezetnek május elsején felfüggeszteni a munkát mindenhol, ahol az a munkások testi épségének veszélyeztetése nélkül csak lehetséges”

## Nemzeti ünneppé válása

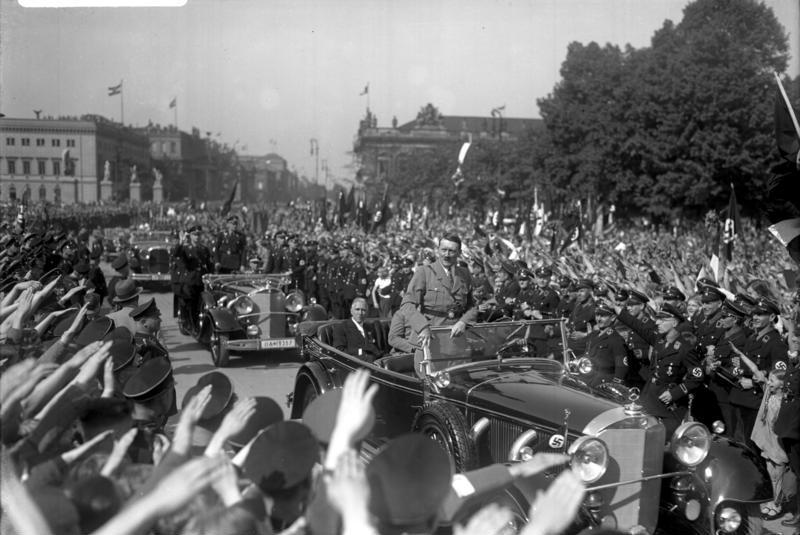
1933. május 1-jei felvonulás, Lustgarten, Berlin, Németország

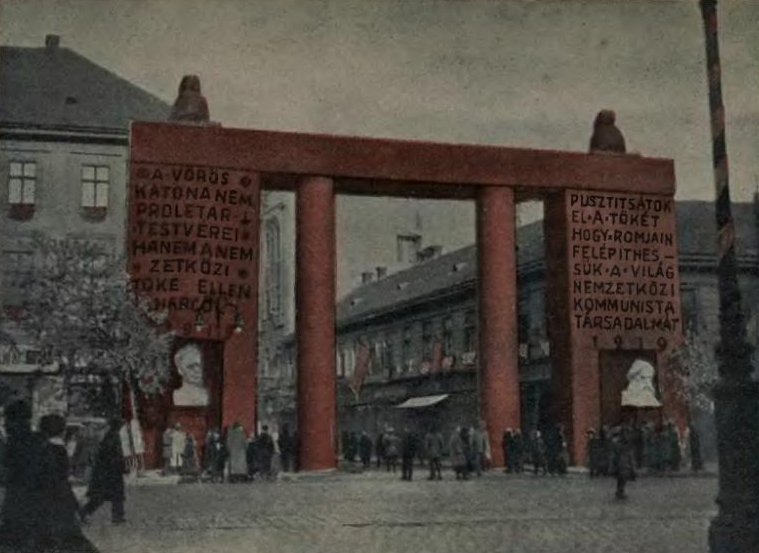
Budapest, 1919. május elsejei dekoráció

A nemzetközi szocialista, szakszervezeti és munkásmozgalmak térnyerésével és növekedésével együtt bővültek a munkások jogai és lehetőségei is, mely során a hagyományos munkásünnep fokozatosan nemzeti ünneppé nőtte ki magát a világ számos országában.

A munka ünnepe a világ országaiban
Május 1. a munka ünnepe
Május 1-jén mást ünnepelnek
Május 1. nem ünnep, de a munka ünnepét más napon ünneplik
Május 1. nem ünnep és más napon sem ünneplik a munka ünnepét

Az Egyesült Államokban már 1894 óta nemzeti ünnep a munka ünnepe, de a más országokban szokásostól eltérően szeptember első hétfőjén tartják. Franciaországban 1919 óta, Svédországban 1939 óta, Brazíliában 1924 óta nemzeti ünnep a munka ünnepe. Napjainkban a világ több mint 160 országában ünnepnap május elseje.
A különböző diktatúrák különféleképpen viszonyultak a munka ünnepéhez.
Németországban Hitler 1933-ban hatalomra jutva fizetett nemzeti ünneppé nyilvánította május elsejét. 1938-ban a német ifjúság a berlini olimpiai stadionba vonult, ahol százezres tömeg sorakozott fel Hitler üdvözlésére.
Spanyolországban, ahol május elseje 1931-től nemzeti ünnep volt, Francisco Franco diktatúrájának idején a munka ünnepéről való megemlékezés előbb a tiltott, később a megtűrt kategóriába esett, és csak a hetvenes évektől lehetett újra szabadon ünnepelni május elsején.
Olaszországban a Benito Mussolini diktatúrájában eltörölték a munka ünnepét (amit azelőtt már a 19 század vége óta tartottak), és csak 1945-től lehetett ismét megemlékezni május elsejéről.
A kommunista rendszerek – melyeknek ideológiájában központi szerepet játszott a dolgozó nép – kiemelt ünnepként kezelték május elsejét. A kommunista hatalomátvétel nyomán politikai megfontolásból az eredetileg a „munkások ünnepének” hívott napot a munkások, parasztok és értelmiségiek ünnepévé, a „munka ünnepévé” változtatták a keleti blokkot alkotó országokban.
Magyarországon 1946 óta nemzeti ünnep május elseje. A rendszerváltás után a munkavállalók szolidaritási napjának „a munka ünnepe” elnevezése maradt meg. A világ országainak túlnyomó többségéhez hasonlóan Magyarországon jelenleg is hivatalos ünnep ez a nap.

## Munkás Szent József

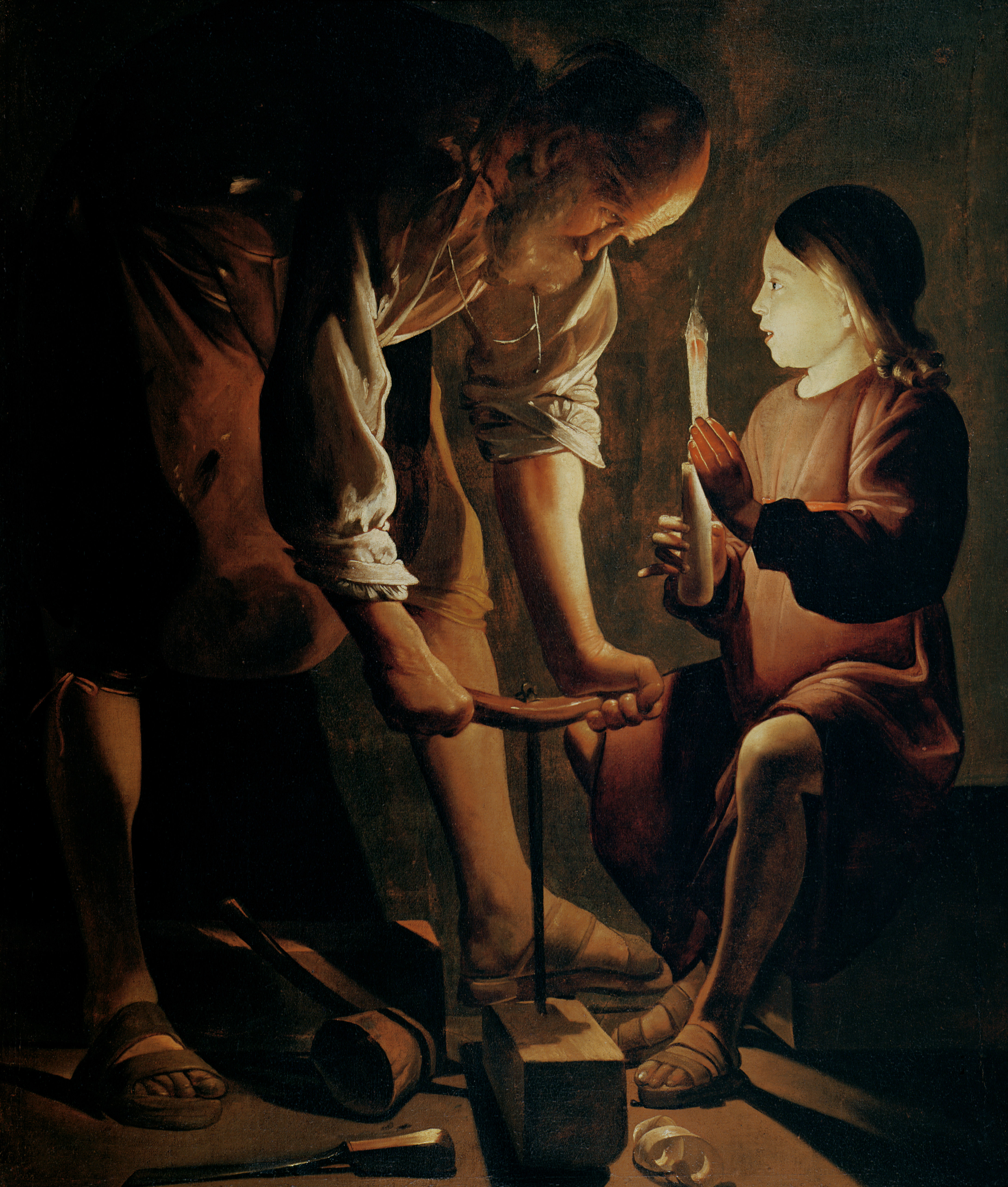
A Biblia szerint Munkás Szent József tanította az ácsmesterségre nevelt fiát, Jézust (Georges de La Tour, 1640 körül)

1955-ben a római katolikus egyház is csatlakozott a világ dolgozóihoz, amikor XII. Piusz pápa május 1-jét Munkás Szent József emléknapjává nyilvánította, és így május 1. katolikus ünnep is lett. Korábban a szent tiszteletének hónapja általában március volt, Magyarországon is. Munkás Szent József az ácsok, asztalosok, erdészek, famunkások, favágók, bognárok, koporsókészítők, kádárok, tímárok védőszentje.